# Котлов, Василий Сергеевич
Василий Сергеевич Котлов (2 января 1919, деревня Губино (ныне — Угранский район Смоленской области) — 23 октября 2015, Москва) — полковник Советской Армии, Герой Советского Союза (1957), Заслуженный лётчик-испытатель СССР (1961). Участник Великой Отечественной войны и воин-интернационалист.

## Биография
После окончания семи классов школы и школы фабрично-заводского ученичества Метростроя работал слесарем на строительстве Московского метрополитена. Окончил аэроклуб, после чего был в нём лётчиком-инструктором. В 1937 году Котлов был призван на службу в Рабоче-крестьянскую Красную Армию. В 1938 году он окончил Борисоглебскую военную авиационную школу лётчиков. Участвовал в советско-японской войне, совершил 22 боевых вылета на «Аэрокобре».
С января 1950 по июль 1970 — лётчик-испытатель ГК НИИ ВВС (1-е Управление). Провёл госиспытания Як-25Р (1953—1954), СМ-12 (1958); испытания МиГ-19, МиГ-19С, МиГ-21 на штопор; испытания МиГ-21 и Су-7Б с пороховыми ускорителями; испытания по взлёту МиГ-15 и Ла-15 с грунта. Участвовал в госиспытаниях СМ-2 (1953), МиГ-21 (1957), МиГ-21Ф (1959), Як-25РВ1 (1961), Су-15УТ (1969).
Указом Президиума Верховного Совета СССР от 9 сентября 1957 года за «мужество и героизм при испытании новой авиационной техники» заместитель начальника отделения НИИ ВВС имени В. П. Чкалова Василий Котлов был удостоен высокого звания Героя Советского Союза с вручением ордена Ленина и медали «Золотая Звезда» за номером 11102.
Командировался во Вьетнам для обучения местных лётчиков применению ракет системы «воздух-воздух». В 1970 году в звании полковника Котлов был уволен в запас. Проживал в посёлке Чкаловский в черте города Щёлково Московской области.
Почётный гражданин Ханоя, Заслуженный лётчик-испытатель СССР (14.03.1961). Также был награждён двумя орденами Красного Знамени, орденом Отечественной войны 1-й степени, тремя орденами Красной Звезды, рядом медалей.
Похоронен на Федеральном военно-мемориальном кладбище в Мытищах.